# Ibo
Ibo, także: Ibowie, Igbo, Igbowie – grupa etniczna zamieszkująca głównie Nigerię, licząca ponad 32 miliony osób. W czasach przedkolonialnych Ibo stworzyli ośrodek cywilizacyjny u zbiegu rzek Niger i Benue. Odkryte tu ruiny Ibo-Ukuwu z VIII wieku n.e. pozwalają stwierdzić, że lud ten zamieszkuje te tereny przynajmniej od kilkunastu wieków. Niektórzy archeologowie oceniają, że nawet od 6000 lat. Według niektórych źródeł pochodzą od Hebrajczyków lub Egipcjan. Mają regularne rysy i pociągłe twarze.
Ibo nie stworzyli jednak nigdy scentralizowanego ośrodka władzy, a jedynie lokalne struktury do rozstrzygania o sprawach wsi. Struktura społeczeństwa opiera się na rodach patrylinearnych, praktykowane jest także wielożeństwo. Tradycyjnym zajęciem jest uprawa roli (jams, taro, maniok jadalny, banany i palma oleista), a także handel, kowalstwo i rybołówstwo. W czasie nigeryjskiej wojny domowej (1967–1970) Ibo utworzyli niepodległą Republikę Biafry. Obecnie zajmują głównie stany: Anambra, Imo, Bendel, część stanu Rivers.
Do podgrup Igbo zalicza się także ludy: Ezaa, Izzi, Ikwere, Ogba, Ikwo, Ukwuani-Aboh, Mgbo, Ekpeje, Ika. Ibo są w zdecydowanej większości protestantami, część pozostaje jednak przy dawnych religiach przedkolonialnych. Posługują się językiem ibo.